# Valserine
Valserine – rzeka we Francji, przepływająca przez tereny departamentów Ain i Jura, o długości 47,6 km. Stanowi dopływ rzeki Rodan.
Cały tok rzeki znajduje się w górach Jura. Spływa ona głęboką doliną między wewnętrznym, najwyższym pasmem Jury a pasmami i płaskowyżami położonymi bardziej na zewnątrz jurajskiego łuku. Jej dolina ma przebieg generalnie z północy na południe, z nieznacznym odchyleniem ku zachodowi. Źródła rzeki znajdują się na wysokości ok. 1170 m n.p.m., u południowo-zachodnich podnóży masywu La Dôle, formalnie na terenie gminy Divonne-les-Bains położonej po wschodniej stronie grzbietu, która sięga na jego drugą stronę jedynie wąskim językiem.
Ze względu na małą szerokość doliny i otaczające ją wapienne masywy ilość dopływów jest niewielka. Przeważają drobne, krótkie, często okresowe cieki wodne. Z większych dopływów należy wymienić jedynie dwa prawobrzeżne: Ruisseau de Forens (poniżej Chézery-Forens) i la Semine (w Châtillon-en-Michaille).